# Aeoliscus punctulatus
Aeoliscus punctulatus  (лат.) — вид морских лучепёрых рыб из семейства кривохвостковых (Centriscidae). Морские придонные рыбы. Распространены в западной части Индийского океана. Максимальная длина тела 15 см.

## Описание
Тело очень сильно сжато с боков, с острым вентральным краем; дорсальный профиль тела прямой. Тело почти полностью покрыто тонкими, прозрачными костными пластинками; на верхней части тела пластинки закруглённые, а на нижней — с заострёнными краями. Рыло удлинённое; трубкообразное; рот маленький, беззубый. На самом конце тела расположена длинная, членистая, острая колючка, за которой следуют две короткие колючки. Первая колючка шарнирно закреплена у основания, что делает её подвижной; окончание колючки также подвижно. Спинной плавник с 10—11 мягкими лучами и хвостовой плавник расположены в задней части тела и смещены на вентральную сторону. В анальном плавнике 12—13 мягких лучей.
Тело полупрозрачное, бледно-зеленоватого цвета с коричневой полосой, проходящей по середине тела. По телу разбросаны мелкие чёрные точки, на рыле наиболее выражены и плотно расположенные. Максимальная длина тела 15 см.

## Биология
Морские придонные рыбы. Обитают на коралловых рифах в защищенных бухтах на глубине до 40 м. Образуют небольшие или большие стаи (до 150 особей). Медленно плавают в вертикальном положении головой вниз и спиной вперёд. В случае опасности на короткое время принимают нормальную горизонтальную позицию. Для защиты от хищников часто скрываются между длинными шипами морских ежей семейства Diadematidae или между кораллами. Питаются мелкими планктонными ракообразными (амфиподы, копеподы, личинки креветок и крабов и др.).

## Ареал
Распространены в западной части Индийского океана от юга Африки до Красного моря, включая Мадагаскар и Сейшельские острова.